# أمريكا غوت تالنت الموسم التاسع
تم عرض الموسم التاسع من أمريكا غوت تالنت على قناة إن بي سي في 27 مايو 2014 واختتم في 18 سبتمبر 2014.
كان المضيف لهذا الموسم كان نيك كانون. والحكام هم هاوي مانديل، هايدي كلوم، هوارد ستيرن، ميلاني براون، الفائز بهذا الموسم كان مات فرانكو.